# Antonio Orso
Pour les articles homonymes, voir Orso.
Antonio Orso est un tireur sportif italien.

## Palmarès
Antonio Orso a remporté l'épreuve Cominazzo (réplique) aux championnats du monde MLAIC organisés en 2002 à Lucques  en Italie .